# Plooi (geologie)

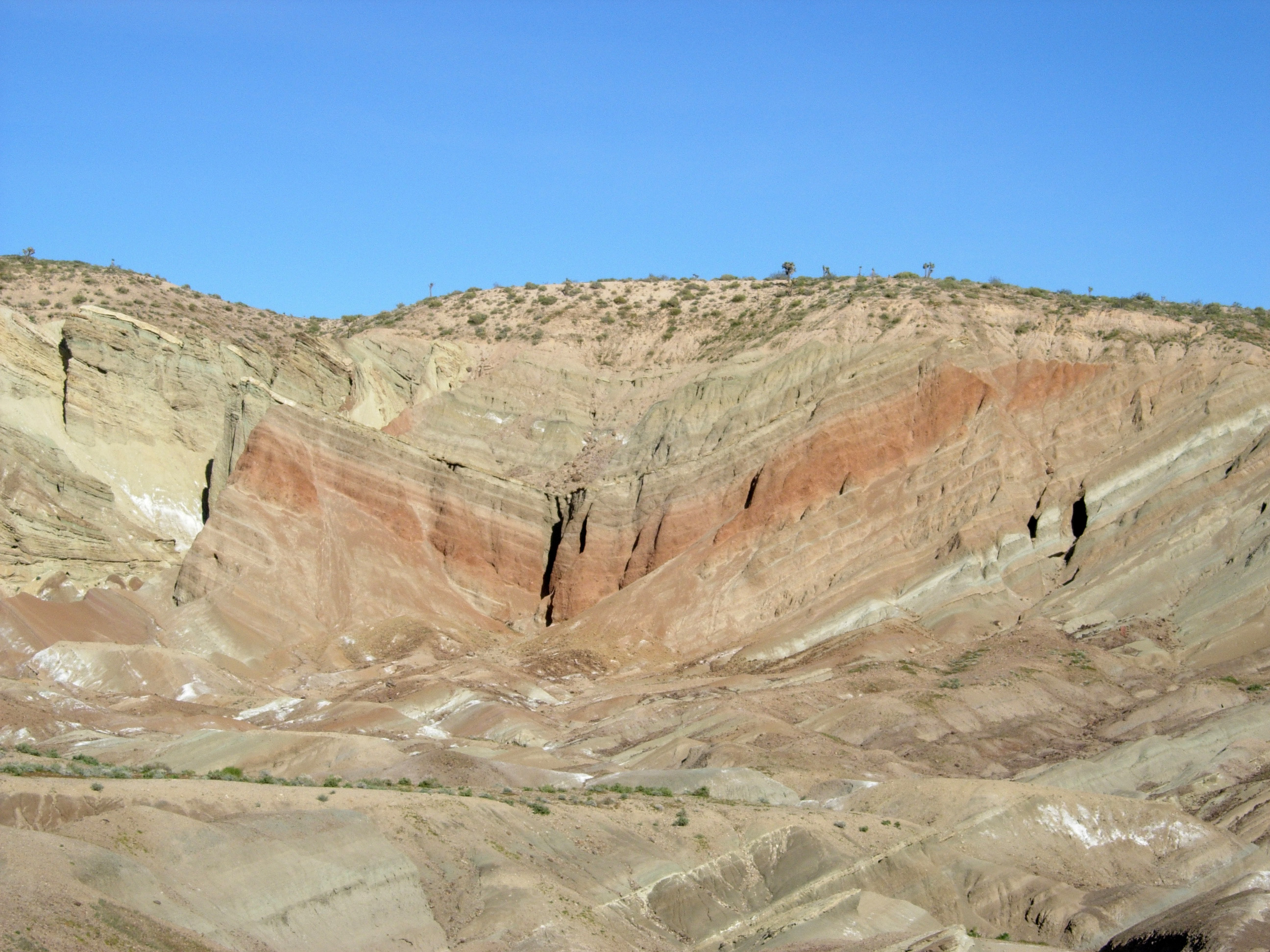
Syncline bij Barstow, Californië.

Een plooi (Engels: fold) is in de geologie een ombuiging in oorspronkelijk horizontale lagen (zoals sedimentaire lagen). Plooien ontstaan door permanente ductiele deformatie van geconsolideerde gesteentelagen als gevolg van spanningen in de aardkorst, of in afglijdingsmassa's van ongeconsolideerde sedimenten of stroming in nog niet compleet gestolde magma als gevolg van de zwaartekracht. Plooien kunnen zeer uiteenlopende groottes hebben, van millimeter- tot kilometerschaal.
Gebieden waar de korst volledig doordrongen is door plooien worden fold belts genoemd en ontstaan door compressietektoniek. Vaak komen hierbij ook overschuivingen voor (fold-and-thrust belts). Deze gebieden komen vooral voor in orogenen (gebergtes en vroegere gebergtes).

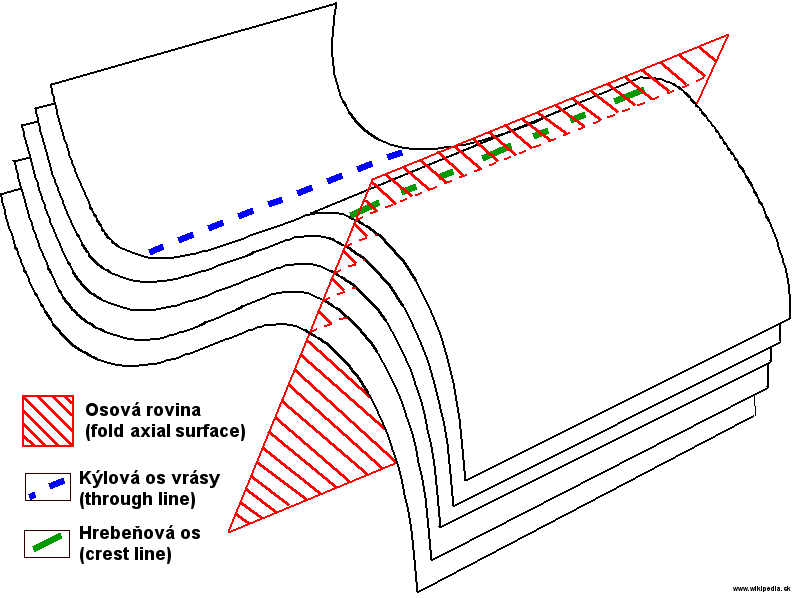
Geometrie van een cilindrische plooi. Het rode vlak is het assenvlak, de blauwe en groene lijn respectievelijk de through line en de crest line.

## Geometrie
Plooien kunnen geometrisch verdeeld worden in een ombuigingsgedeelte (Engels: hinge) en flanken. In een ontsluiting (geometrisch gezien twee-dimensionale aansnede) van gesteente is een geplooid vlak te zien als een golvende lijn. Het punt waar deze snijlijn een maximale kromming heeft wordt het hinge point genoemd. Dit is niet per definitie het hoogste of laagste punt dat de lijn bereikt. In de meeste gevallen zal het inflectiepunt, het punt waar de kromming van concaaf naar convex verandert of andersom, ongeveer halverwege een plooiflank liggen.
Een plooi die in de derde dimensie (de diepte) gezien dezelfde vorm blijft houden wordt een cilindrische plooi genoemd. In gesteenten die niet al te veel gedeformeerd zijn zijn plooien bij benadering vaak cilindrisch. In drie dimensies worden de punten met dezelfde kromming op een cilindrisch geplooid vlak met elkaar verbonden tot lijnen, die plooiassen genoemd worden. De lijn die de punten met maximale kromming met elkaar verbindt is de hinge line. Plooiassen worden in de geologie meestal beschreven door een dip (de hoek die de plooias maakt met een horizontaal vlak) en een diprichting (Engels: plunge, de richting waarin de plooias helt ten opzichte van azimut). Niet-cilindrische plooien hebben geen plooiassen, maar wel een hinge line die punten van maximale kromming met elkaar verbindt. Bij niet-cilindrische plooien is de hinge line niet recht maar gekromd (de oriëntatie varieert).
Een over grote lengte geplooide laag heeft in aansnede de vorm van een sinusfunctie, ombuigingen naar beneden en naar boven wisselen elkaar af. De ombuigingen naar boven, in de vorm van een letter U, worden synformen genoemd; de ombuigingen naar onder, in de vorm van een naar onderen geopende halve cirkel worden antiformen genoemd. Wanneer duidelijk is dat de jongere gesteentelagen boven liggen en de oudere onder, spreekt men respectievelijk van een syncline en een anticline.
Wanneer de twee flanken van een plooi verschillende lengtes hebben, spreekt men van een asymmetrische plooi.